# Prismatic colors
Prismatic colors es el segundo álbum de Hashimoto Miyuki.

## Resumen
El álbum contiene 13 canciones, (3 sencillos, 3 canciones de acoplamiento, 4 canciones compiladas y 3 canciones nuevas). Su 7.º sencillo "Cosmic Rhapsody" no está incluido.

## Canciones
1. Niji iro sentimental

  - Letra: Hata Aki (畑亜貴), composición: Nakano Shinya (中野慎也), arreglos: Takumi Masanori (宅見将典).
  - 8.º sencillo.
2. screaming
  - Letras: AlAi, composición: acchorike (アッチョリケ), arreglos: Suzuki Masaki (鈴木マサキ).
  - 6.º sencillo.
3. Especially
  - Letra: Kumihashi Yu (くみはし侑), composición y arreglos: Usami Hiroshi (宇佐美宏).
  - "Songs From D.C.II".
4. Peppermint

  - Letras: Tanabe Chisa (田辺智沙), composición: mia, arreglos: Suzuki Masaya (鈴木雅也).
  - Canción de acoplamiento de "Kimi iro 100%".
5. Astraea
  - Letra y composición: Hashimoto Miyuki, arreglos: Suzuki Masaki (鈴木マサキ).
  - "“MUV-LUV”collection of Standars Edition songs divergence".
6. little wish
  - Letras: Nishimata Aoi (西又葵), composición: acchorike, arreglos: Suzuki Masaki.
  - Canción grabada por primera vez en un álbum.
7. Taiyō ni te wo nobase
  - Letras: mavie, composición: Tamura Shinji (田村信二), arreglos: Suzuki Masaki.
  - Canción de acoplamiento de "Saikidō gensō Gunparade Orchestra".
8. Prismatic colors
  - Letra y composición: Hashimoto Miyuki, arreglos: Suzuki Masaki.
  - Canción principal del álbum.
9. Growth
  - Letra: Miyabi (みやび), composición y arreglos: Anze Hijiri (安瀬聖).
  - "Murasaki-ban VOCAL SELECCIÓN".
10. Ageless Love
  - Letras: Nishimata Aoi, composición y arreglos: acchorike.
  - "Happy Dream/Ageless Love" Lado A.
11. Binetsu S.O.S (solicitude version)
  - Letras: Hata Aki, composición: Kurosu Katsuhiko (黒須克彦), arreglos: Suzuki Masaki.
  - Versión arreglada del 9.º sencillo.
12. Aozora no mieru oka de
  - Letras: Saitō Kenji (サイトウケンジ), composición y arreglos: Kurosu Katsuhiko.
  - "Aozora no mieru oka Original soundtrack".
13. Eien ni saku hana
  - Letras: Miyabi, composición y arreglos: Kurosu Katsuhiko.
  - Canción grabada por primera vez en un álbum.

## Uso de las canciones
- Opening del anime "Gift ~eternal rainbown~" (#1)
- Opening del anime "Soul Link" (#2)
- 2.º opening del juego para PC "D.C.II ~Da・Capo II~" (#3)
- Ending del OVA "Ichigo 100%" (#4)
- Character Ending (Ayamine Kei) del juego para PC "Muv-Luv (versión limitada)" (#5)
- Image song del anime "SHUFFLE! MEMORIES" (#6)
- Opening del juego para PS2 "Gundparade orchestra midori no fumi ~ōkami to kare no shōnen~" (#7)
- Opening del juego para PC "Aki iro ōka" (#9)
- Canción insertada en el juego para PC "Really? Really!" (#10)
- Opening del anime "Idolmaster XENOGLOSSIA" (#11)
- Opening del anime "Aozora no mieru oka" (#12)
- Ending del anime "Miharu ~aru to another story~" (#13)